# Scaphiella curlena
Espèce
Scaphiella curlena est une espèce d'araignées aranéomorphes de la famille des Oonopidae.

## Distribution
Cette espèce est endémique de Jamaïque.

## Description
La femelle décrite par Platnick et Dupérré en 2010 mesure 1,44 mm.

## Publication originale
- Chickering, 1968 : The genus Scaphiella (Araneae, Oonopidae) in Central America and the West Indies. Psyche, vol. 75, p. 135-156 (texte intégral).